# المجدل، حماة
المجدل (به عربی: المجدل) یک روستا در سوریه است که در ناحیه مرکزی محرده واقع شده‌است. المجدل ۲٬۳۹۳ نفر جمعیت دارد.